# ТЕЦ Рояна 2
14°19′22″ пн. ш. 100°39′40″ сх. д. / 14.32278° пн. ш. 100.66111° сх. д.
ТЕЦ Рояна 2 — теплоелектроцентраль, яка споруджена у тайській індустріальній зоні Рояна (Rojana), що знаходиться дещо північніше від столиці країни Бангкоку.
В 2013 році на майданчику станції став до ладу парогазовий блок комбінованого циклу потужністю 100 (за іншими даними — 112) МВт, в якому дві газові турбіни LM6000PC від Ishikawajima-Harima Heavy Industries (виробництво за ліцензією General Electric) живлять через відповідну кількість котлів-утилізаторів одну парову турбіну.
Окрім електроенергії ТЕЦ продукує 20 тонн технологічної пари на годину для підприємств оточуючої індустріальної зони.
Як паливо станція використовує природний газ. Індустріальна зона Рояна знаходиться поблизу газового хабу Вангной, ресурс до якого може надходити через трубопроводи Бангпаконг – Вангной та Каенгкой — Вангной (з 2015-го).
Видача продукції відбувається по ЛЕП, розрахованій на роботу під напругою 115 кВ.
Проект реалізували через компанію Rojana Power, яка належала власнику індустріальної зони Rojana Industrial Estate Limited (41 %), та японським Kansai Electric Power (39 %) і Nippon Steel & Sumikin Bussan (20 %). В 2021-му Rojana Industrial збільшила свою частку до 75 %, тоді як участь Kansai Electric зменшилась до 5 %.